# 白羊座36
白羊座36（36 Ari, 36 Arietis），是一颗位于白羊座的恒星，距离地球约410光年，视星等为6.40。